# Jörg Freimuth
Jörg Freimuth (Rathenow, 10 settembre 1961) è un ex altista tedesco È il fratello gemello dell'atleta Uwe Freimuth.

## Carriera
All'apice della carriera vinse la medaglia di bronzo nel salto in alt, alle Olimpiadi di Mosca 1980.

## Palmarès
| Anno | Manifestazione  | Sede  | Evento        | Risultato | Prestazione | Note |
| ---- | --------------- | ----- | ------------- | --------- | ----------- | ---- |
| 1980 | Giochi olimpici | Mosca | Salto in alto | Bronzo    | 2,31 m      |      |

## Altre competizioni internazionali
1981
- Coppa Europa di atletica leggera ( Zagabria)